# Шолом з напівмаскою
Шолом з напівмаскою (згідно з класифікацією А. М. Кирпичникова — Шолом тип IV (рос. Шлем тип IV)) — специфічний тип шоломів Східної Європи і, зокрема, Русі з середини XII по XIII сторіччя. Від XIII сторіччя, у результаті монгольського нашестя, виробництво цих шоломів припинилося. Цей тип захисного озброєння переважно оздоблювався золотом та сріблом, а іноді орнаментом і зображеннями святих. Виконував репрезентативну функцію, як, наприклад, топфхелми в Європі, або шоломи з личинами у війську Візантії.

## Конструкція
Конструктивно характеризуються крутобокою сфероконічною тулією та наносником, поєднаними з напівмаскою. Наносник відрізнявся особливою формою — дзьобоподібно зігнутий згори вниз, а також по ширині у вигляді ребра жорсткості. Для кріплення напівмаски робили лицьовий виріз. До шолома прикріплювали колову кольчужну бармицю, що повністю закривала голову. Задля цього по краях наносника та нижніх зіниць для очей робили отвори, а на корпусі — петлі. Тулія складалася з трьох сегментів — переднього і двох задніх, з'єднаних клепкою впотай або паянням. Виготовляли як рифленою, так і гладкою. Напівмаска мала монолітну конструкцію.